# آکسبریج شمالی (ماساچوست)
آکسبریج شمالی (به انگلیسی: North Uxbridge) یک منطقهٔ مسکونی در ایالات متحده آمریکا است که در شهرستان ووستر، ماساچوست واقع شده‌است. آکسبریج شمالی ۸۱٫۰۸ متر بالاتر از سطح دریا واقع شده‌است.